# Ratpenat cuallarg de Natal
El ratpenat cuallarg de Natal (Mormopterus acetabulosus) és una espècie de ratpenat de la família dels molòssids que es troba a les illes de Reunió i Maurici, i a Etiòpia, Madagascar i Sud-àfrica.